# Sternatlas
Als Sternatlas oder Himmelsatlas wird eine Sammlung von Sternkarten bezeichnet, die den gesamten Sternhimmel oder einen größeren Bereich davon darstellen. Im Gegensatz zu geografischen Atlanten ist es immer eine Projektion der Himmelssphäre und meist in einheitlichem Maßstab.
Der Zweck dieser Werke ist – wie auch bei einzelnen Sternkarten – ein mehrfacher:
- der Vergleich mit dem visuell beobachteten bzw. dem fotografierten Sternhimmel
- die Identifikation von Sternen oder anderen Himmelsobjekten
- die Feststellung von Veränderungen am Sternhimmel (Novae bzw. Veränderliche Sterne, durchziehende Kleinplaneten, Formänderungen von Gasnebeln usw.)
- die Bestimmung von Himmelskoordinaten eingezeichneter Objekte
- die Planung von Beobachtungs-Kampagnen.

Bei den ersten Sternkarten waren die Sternörter oft nur freihändig nach dem Himmelsanblick eingezeichnet, allenfalls aufgrund einfacher Winkelmessungen. Exakte Kartenprojektionen werden ab etwa dem 18. Jahrhundert zugrunde gelegt, wobei die Koordinaten meist aus Durchmusterungen, fotografischen Aufnahmen oder Sternkatalogen stammen.
Die Kartenwerke zeigen die  Helligkeit der einzelnen Sterne durch Signaturen verschiedener Größe, oft auch ein Gradnetz. Dient ein Sternatlas überwiegend der Amateurastronomie oder zur Abhaltung von Führungen auf Volkssternwarten, enthält er meist auch die Sternbilder.

## Bekannte Sternatlanten
- 1603: Uranometria von Johann Bayer. Enthielt erstmals die Sterne beider Hemisphären und das noch heute verwendete System zur Bezeichnung der Sterne mit griechischen und lateinischen Buchstaben (Bayer-Bezeichnung).
- 1690: Firmamentum Sobiescianum von Johannes Hevelius
- 1729: Atlas coelestis von John Flamsteed
- 1750: Uranographia Britannica von John Bevis
- 1782: Vorstellung der Gestirne von Johann Elert Bode